# Analisador de uso de disco
O analisador de uso de disco é um utilitário para analisar o espaço em disco. Ele era parte do gnome-utils, mas foi separado no GNOME 3.4. Foi originalmente chamado Baobab, em homenagem à árvore Adansonia. O software fornece ao utilizador uma representação gráfica do conteúdo do disco rígido. A interface permite a seleção de partes específicas do sistema de ficheiros a serem analisadas como uma única pasta, sistemas de ficheiros inteiros e até pastas remotas podem ser analisadas. A representação gráfica pode ser alternada entre um anel e uma árvore de directórios.

## Futuro
Na GUADEC 2013 foi planeado juntar o analisador de utilização do disco com o gnome-system-monitor num novo programa chamado usage.